# Scopocira fuscimana
Scopocira fuscimana là một loài nhện trong họ Salticidae.
Loài này thuộc chi Scopocira. Scopocira fuscimana được Cândido Firmino de Mello-Leitão miêu tả năm 1941.